# Semons
Semons är en kommun i departementet Isère i regionen Auvergne-Rhône-Alpes i sydöstra Frankrike. Kommunen ligger i kantonen La Côte-Saint-André som tillhör arrondissementet Vienne. År 2018 hade Semons 361 invånare.

## Befolkningsutveckling
Antalet invånare i kommunen Semons
Referens:INSEE